# Desa Lebaksari (administrativ by i Indonesien, Jawa Timur, lat -7,69, long 112,82)
Desa Lebaksari är en administrativ by i Indonesien.   Den ligger i provinsen Jawa Timur, i den västra delen av landet, 700 km öster om huvudstaden Jakarta.